# Кеслер
„Кеслер“ (на английски: Kessler) е английски минисериал, драма/трилър на Би Би Си, излъчван през 1981 г., с участието на Клифърд Роуз в главната роля. Сериалът, който се състои от шест части, е продължение на драматичния сериал за Втората световна война – „Тайната армия“ (1977-1979), представен в днешно време.

## Актьорски състав и екип
| Роля                    | Изпълнител         |
| ----------------------- | ------------------ |
| Лудвиг Кеслер           | Клифърд Роуз       |
| Ричард Бауер            | Алън Доби          |
| Мицал Рак               | Ница Сол           |
| Ингрид Дорф             | Алисън Глени       |
| Полковникът Ханс Рукерт | Ралф Майкъл        |
| Албърт Фойрет           | Бърнард Хептън     |
| Моник Дърнфорд          | Анджела Ричардс    |
| Натали Шантрен          | Джулиет Хамънд-Хил |
| Дон Хулиан              | Гай Ролф           |
| Йозеф Менгеле           | Оскар Куитак       |
| Хюго ван Ейк            | Джеръми Уилис      |
| Хосе Гарига             | Джон Морено        |
| Карл Лийдър             | Робърт Морис       |
| Гидни                   | Джеръми Уилкин     |
| Дийкин                  | Харолд Иносент     |
| Маурер                  | Ройсън Тикнър      |
| Граун                   | Джон Дарт          |
| Рут Либерман            | Исхия Бенисън      |
| Хайнрих Химлер          | Робърт Едисън      |
| Мюлер                   | Гарет Милн         |

| По идея на            | Джерард Глайстър Джон Брайсън                              |
| Продуцент             | Джерард Глайстър                                           |
| Сценаристи            | Джон Брайсън (еп. 1-2, 4,6) Джерард Глайстър (еп. 3)       |
| Режисьори             | Майкъл Брайънт (еп. 1-3 и 6) Тристан де вер Коул (еп. 4-5) |
| Художник              | Кембъл Гордън                                              |
| Филмов монтаж         | Робин Сейс Джон Стотарт                                    |
| Видеомонтаж           | Малкълм Бантроуп                                           |
| Художник по костюмите | Фиона Матърс                                               |
| Графичен дизайнер     | Алън Джейпес                                               |
| Музика                | Робърт Фарнън                                              |
| Каскади               | Стюарт Фел Гарет Милн                                      |

Много други от бившия продукционен персонал на „Тайната армия“ се включва и в минисериала „Кеслер“, включително продуцентът Джерард Глайстър, сценаристът Джон Брайсън и режисьорите Майкъл Е. Браянт и Тристан ДеВере Коул.